# Qi Hong
Dans ce nom chinois, le nom de famille, Qi, précède le nom personnel.
Pour les articles homonymes, voir Qi.
Qi Hong, né le 3 juin 1976 à Shanghai (Chine), est un footballeur international chinois.
Il participe aussi à la Coupe du monde de futsal de 1996.